# Energia termiczna
Energia termiczna (zwana też potocznie energią cieplną) – część energii wewnętrznej układu, która jest związana z chaotycznym ruchem cząsteczek układu. Miarą energii termicznej jest temperatura. Każda postać energii może się przemienić w energię termiczną, czemu towarzyszy wzrost entropii.
Energia termiczna nie jest jednoznacznie zdefiniowana w termodynamice. 
Przetwarzaniem energii termicznej, głównie w energię elektryczną, zajmuje się termoenergetyka. Wymiana energii pomiędzy układami poprzez chaotyczny ruch cząsteczek lub atomów nazywa się wymianą ciepła.
Błędem jest utożsamianie energii termicznej z ciepłem. Ciepło, podobnie jak praca, jest sposobem przekazywania energii, a nie formą energii.